# Pseudoparactis tenuicollis
Pseudoparactis tenuicollis is een zeeanemonensoort uit de familie Actinostolidae.
Pseudoparactis tenuicollis is voor het eerst wetenschappelijk beschreven door McMurrich in 1904.